# Garnisonschule (Berlin)
Die Garnisonschule in Berlin wurde 1692 gestiftet, um mittellose Kinder von Soldaten der Preußischen Armee zu unterrichten. Damit war sie die erste Garnisonschule in Brandenburg-Preußen, der bis zum Ende des 18. Jahrhunderts 21 weitere Garnisonschulen im preußischen Staat folgten.

## Geschichte

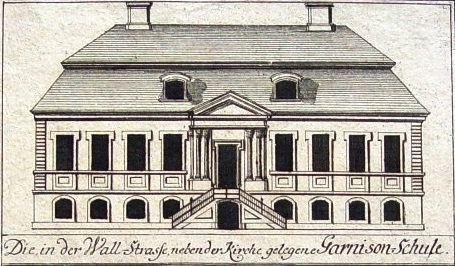
Die Garnisonschule um 1740;
Kupferstich nach einer Zeichnung von Johann Friedrich Walther

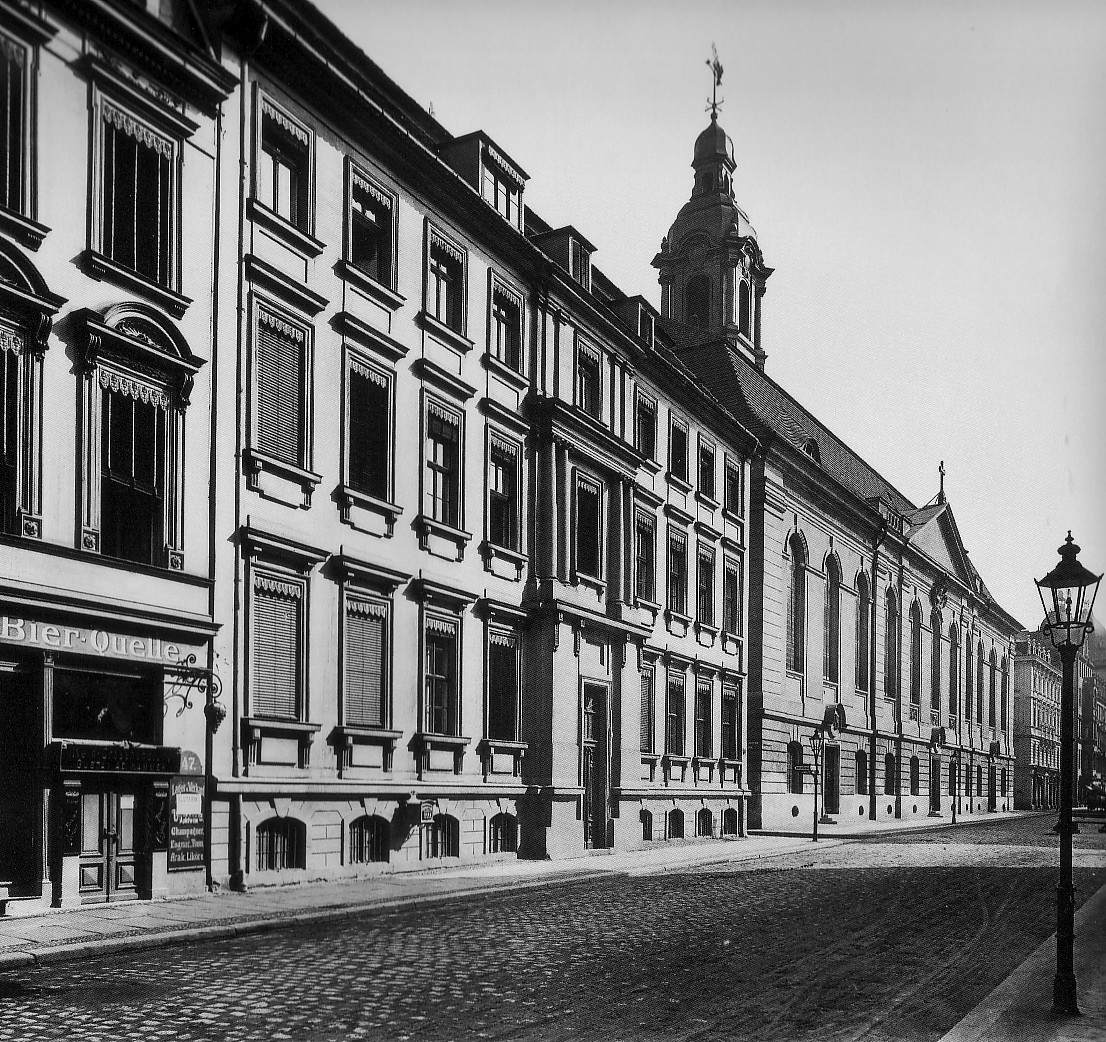
Garnisonschule 1910 (rechts daneben die Garnisonkirche)

Unter Kurfürst Friedrich III. wurde die Schule 1692 gestiftet und in einem Haus in der Nähe des Spandauer Tores untergebracht. Dort wurden anfangs die fünfzig ärmsten Soldatenkinder von einem Lehrer im Lesen, Schreiben und Rechnen unterrichtet und erhielten auch Religionsunterricht. Zur Finanzierung sollte jedes Solldatenpaar beitragen, indem es vor der Hochzeit in die sogenannte „Traubüchse“ einzahlen musste. Auch die Verantwortung der Offiziere für die einfachen Soldatenkinder wurde gefördert. Jeder Hauptmann in Brandenburg stellte dafür einen jährlichen Betrag für die Garnisonschule zur Verfügung. Bereits 1793 war die Anzahl der Soldatenkinder so angestiegen, dass ein  Nachbarhaus hinzu genommen wurde und von einem zweiten Lehrer fünfzig weitere Kinder unterrichtet werden konnten.
Als Friedrich III. 1701 König Friedrich I. geworden war, stiftete er ein neues einfaches Schulgebäude. Hierzu ließ er in der damaligen Wallstraße (später Neue Friedrichstraße, ab 1951 Littenstraße, ab 1978 Teil der Burgstraße und seit 2001 Anna-Louisa-Karsch-Straße) einen alten Pferdestall umbauen. Das Gebäude war zusammen mit der Garnisonkirche nach Plänen von Martin Grünberg errichtet worden. Einer der ersten Schüler und später Lehrer war der Architektur- und Planzeichner Johann Friedrich Walter. Er wohnte einige Jahre in der Dienstwohnung der Schule und erlebte die verheerende Explosion des gegenüber liegenden Pulverturms am 12. August 1720 mit, bei der die Schule, das Pfarrhaus und die Garnisonkirche zerstört wurden. Da sich das Unglück während des Unterrichts ereignete, wurden alle Schüler verschüttet, von denen 35 nur tot geborgen werden konnten. Friedrich Wilhelm I. sorgte für ein neues Schulgebäude: Er ließ 1722 das 1705 auf seine Kosten erbaute benachbarte Haus des Obristen von Glasenapp, das ebenfalls sehr beschädigt worden war, instand setzen und widmete es zur Garnisonschule. Ein bedeutender Rektor der Garnisonschule war von 1784 bis 1792 Wilhelm Jakob Wippel. Wegen der steigenden Zahl der in Berlin garnisonierten Soldaten, wurde die Schule von 1785 bis 1787 vom Bauadjudanten Johann Friedrich Friedel um ein Stockwerk erhöht. 1825/26 wurde das Gebäude um ein weiteres Stockwerk erhöht. 1843 wurde  die Garnisonschule geschlossen; das Gebäude gehörte aber weiterhin zur Garnisonkirche. Ein bekannter Bewohner des Hauses war der Volksschriftsteller Emil Frommel, der 1869 zum Pfarrer der Garnisonkirche berufen wurde und bis 1896 dort wohnte. Bis 1945 wurde das Gebäude noch als Pfarr- und Schulhaus genutzt. Von 2009 bis 2015 nutzte es die Galerie Poll.